# Tratamento antirreflexo

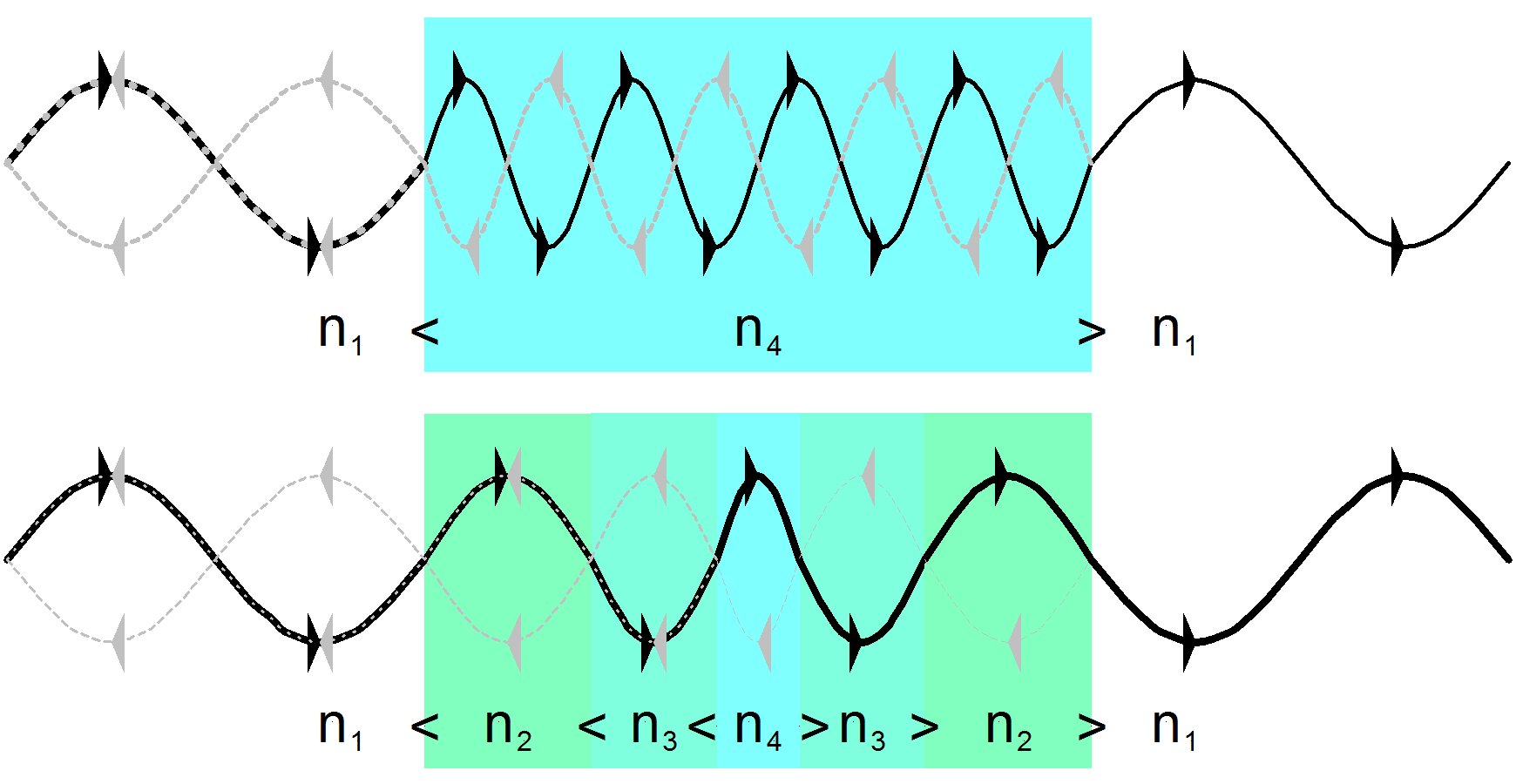
Redução de reflexões nas interfaces pela introdução de camadas intermediárias com índices de refração adequados.

Tratamentos antirreflexo são revestimentos colocados nas lentes oculares para evitar que os usuários de óculos sejam ofuscados por reflexos de luz

## Desenvolvimento e Criação
A primeira tentativa de reduzir os reflexos das lentes data de 1904, quando o inglês Denis Taylor descobriu que era possível reduzir os reflexos das lentes mergulhando-as em ácido. No entanto, isso tornava o material bem menos resistente e, por isso, o método não foi adotado em escala. 
Em 1939, a fabricante de lentes alemã Zeiss lançou a patente de um novo método antirreflexo, a aplicação de revestimentos nas lentes desenvolvida em 1935 por A. Smakula, um de seus funcionários. A tecnologia de revestimentos para tratamento antirreflexo permanece até hoje como a mais utilizada do mundo.  

## Produção
Primeiramente, as lentes são lavadas com água e passam por uma secagem em máquinas especiais, para evitar a deposição de qualquer poeira. Depois, as lentes seguem para uma máquina chamada evaporadora, onde os materiais antirreflexo são aplicados em camadas finíssimas, com apenas alguns nanômetros de espessura. Quanto mais camadas, melhor será o revestimento, mas o ideal para que um revestimento seja considerado de boa qualidade são sete ou nove camadas. 

## Evolução
Atualmente, os revestimentos antirreflexo são combinados com outros tratamentos óticos, como tratamento antirriscos e antisujeira, para garantir mais conforto e durabilidade às lentes. As fabricantes desenvolveram tecnologias específicas que reúnem todos estes benefícios em lentes, como o tratamento DuraVision, da Zeiss, que as tornam mais resistentes e propiciam melhor visão. 

## Aplicações
Hoje os revestimentos podem ser aplicados a todos os tipos de lentes oculares, desde as minerais, feitas de vidro, até as orgânicas, fabricadas com materiais como policarbonato. Também são indicados para lentes simples, que corrigem doenças como miopia e hipermetropia e até mesmo lentes multifocais.

## Vantagens
O tratamento antirreflexo propicia mais segurança aos usuários em situações como dirigir à noite, pois reduz o nível de ofuscamento do motorista e permite uma visão mais nítida. Além disso, os tratamentos antirreflexo melhoram a estética dos óculos, uma vez que é possível ver diretamente o rosto do usuário, e não um reflexo do que ele está olhando.  

## Cuidados
Especialistas desaconselham a exposição das lentes com tratamento antirreflexo a altas temperaturas e até mesmo ambiente com vapor, como banheiros, pois isso pode danificá-las. O melhor método para limpá-las é lavando-as com sabão neutro sob água corrente e depois secá-las em uma flanela macia, evitando o uso de panos ou roupas que podem conter partículas de sujeira que podem arranhar o revestimento.